# Norbert Hofer
Norbert Gerwald Hofer (Vorau, 2 marzo 1971) è un politico austriaco, esponente del Partito della Libertà d'Austria e terzo presidente del Consiglio nazionale austriaco dal 2013 al 2017 e dal 2019 al 2024.
Dal 18 dicembre 2017 al 22 maggio 2019 è stato ministro delle infrastrutture e trasporti nel governo Kurz I.

## Biografia
Nato nel Land della Stiria, si è diplomato perito aeronautico nel 1990. Fino al 1994 ha lavorato come sistemista presso la Lauda Air, quando entra nell'arena politica iscrivendosi nel FPÖ, occupandosi dell'ufficio stampa regionale. Dal 1996 al 2007 è segretario provinciale del partito; dal 2010 al 2015 fa parte del governo del Land con la carica di segretario di controllo sociale.
Sposato, 4 figli, nel 2003 è vittima di un serio incidente col parapendio, riportando gravi lesioni alla spina dorsale che lo costringono ad usare un bastone per camminare.

## Attività politica
Nel 2016 Hofer è il candidato alle elezioni presidenziali d'Austria per il FPÖ, conducendo una campagna tutta incentrata sull'opposizione all'ingresso dei migranti e la denuncia dell'accordo concluso tra l'Unione europea e la Turchia sui profughi, definito "fatale". Al primo turno del 24 aprile ottiene un sensazionale 35% di voti andando al ballottaggio con il professor Alexander Van der Bellen, candidato dei Verdi, fermo al 21% ed escludendo, per la prima volta nella storia, i candidati della SPÖ e della OVP principali partiti tradizionali di centrosinistra e centrodestra al governo che hanno sempre dominato la democrazia austriaca inchiodati all'11%. Hofer ha vinto in tutte le 9 Regioni ad eccezione di Vienna (vinta da Ven Der Bellen col 33% contro il 27% di Hofer, dato più basso) raggiungendo il miglior risultato, 41% nel Burgenland, la regione più orientale del paese al confine con l'Ungheria che più di tutte aveva subito gli effetti dell'ondata dei profughi, seguita da altre regioni come Carinzia e Stiria dove ha raggiunto quasi il 39% mentre ha tenuto il dato nazionale nelle altre regioni fatto salvo il Vorarlberg, regione dove nonostante le polemiche sul muro al Brennero, ottiene un 30% contro il 29% del Verde. Nonostante Van Der Bellen abbia ricevuto il supporto di tutti i candidati e partiti esclusi per fermare la deriva di destra di Hofer, alla chiusura dei seggi gli exit poll davano Hofer al 50.2% contro il 49.8% di Van Der Bellen mentre le prime proiezioni davano i due contendenti esattamente al 50%. A fine spoglio dei voti reali, tuttavia, Hofer raggiunge il 51.9% contro il 48.1% dell'economista verde distanziato di quasi 300.000 voti, ma l'indomani Alexander Van der Bellen vince le elezioni con il 50.3% (2,251,517 voti) contro il 49.7% di Hofer (2,220,654 voti) grazie agli oltre 700.000 voti per corrispondenza (dove l'ex leader verde ottiene un bulgaro 64% contro il 36% di Hofer) che hanno ribaltato l'esito elettorale facendo proclamare Alexander Van der Bellen nuovo Presidente della Repubblica d'Austria con uno scarto di soli 31.137 voti, il minimo nella storia presidenziale austriaca. Hofer ha stravinto con oltre il 61% nel Burgenland così come in Carinzia (58%), Stiria (56%) e persino Salisburgo (52%), nelle regioni di confine più soggette all'immigrazione e più agricole mentre crolla a Vienna dove ottiene solo il 37% (Van Der Bellen oltre 63%, dato maggiore) così come nel Vorarlberg col 41% (Van Der Bellen al 58%) mentre arrivano testa a testa con il vantaggio dell'economista nel Tirolo e Alta Austria (48 vs 51). Nonostante la FPO abbia riconosciuto legittima l'elezione di Van Der Bellen, salutata con sostegno da tutta Europa nei giorni seguenti emergono forti incongruenze sulla legittimità: in un collegio affluenza al 146.9% con più votanti che aventi diritto, a Linz voto per conto terzi ha raggiunto il 598% per far votare persone malate tutte per Van Der Bellen (su 3.586 registrati hanno votato 21.098) , in quattro seggi della Carinzia seggi scrutinati prima dell'orario di chiusura mentre le schede per corrispondenza nella notte prima dello spoglio erano lievitate da 740.000 a 760.000 senza parlare delle oltre 101.000 schede annullate per Hofer contro le sole 64.000 per Van Der Bellen così come il sito del Ministero dell'Interno che dava primo dello spoglio delle schede corrispondenti la percentuale al centesimo. Dopo queste segnalazioni, la FPÖ presenta subito ricorso alla Corte Costituzionale contestando irregolarità emerse nello scrutinio dei voti visto lo scarto minimo. 
Il 1º luglio la Corte Costituzionale si pronuncia a favore di Hofer annullando l'esito del ballottaggio per il verificarsi di varie violazioni: su 117 distretti ben 94 presentato irregolarità per 78.000 voti contestati che non permettono di garantire un vincitore. La Corte non parla di manipolazioni o brogli ma di irregolarità e violazioni di norme elettorali come voti per corrispondenza scrutinati prima che arrivasse la Commissione elettorale, persone non autorizzate a eseguire le operazioni di voto e diritto di voto concesso ai 14enni e stranieri, dubbi confermati da oltre 90 testimoni provenienti dai vari seggi di tutto il Paese che hanno asserito in maniera uniforme di molteplici irregolarità.
Con questa decisione, viene annullata la proclamazione di Alexander Van der Bellen a Presidente dell'Austria in sostituzione del Presidente socialdemocratico Heinz Fischer con la necessità di ripetere il turno di ballottaggio del 22 maggio proprio tra Van Der Bellen e Hofer, finalmente stabilito per il 4 dicembre 2016. È la prima volta nella storia dell'Austria che un'elezione viene annullata. La Presidenza della Repubblica viene retta ad interim da un direttorio composto dai 3 vicepresidenti del Consiglio nazionale, la Camera bassa austriaca, tra cui proprio Hofer che ricopre quella carica per l'opposizione. Il 4 dicembre 2016 viene di nuovo sconfitto al ballottaggio da Van der Bellen.